# 환상 소곡집
로베르트 슈만(Robert Schumann)의 《환상소곡집 작품번호 12》는 8개의 소품으로 되어있는 피아노곡으로, 1837년에 쓰여졌다.
슈만은 그가 좋아하던 작가 E. T. A. 호프만의 단편 모음집 《칼로의 수법에 따른 환상 소품집(Fantasiestucke in Callots Manier)》에서 영감을 얻어 이 작품의 제목을 붙였고, 스코틀랜드 출신의 피아니스트 안나 로베나 레이들라브(1819-1901)에게 헌정했다.
슈만이 작곡한 이 소품들에는 그의 이중성을 나타내는 두 인물 오이제비우스와 플로레스탄이 처음부터 끝까지 등장한다.
오이제비우스는 슈만의 몽상가적인 면을 묘사하는 반면 플로레스탄은 그의 열정적인 면을 나타내고 있다.

## 세부사항
1. 석양(Des Abends) 내림라장조 / 매우 다정하게
2. 비상(Aufschwung) 바단조 / 매우 빠르게
3. 왜, 어찌하여(Warum?) 내림라장조 / 느리고 부드럽게
4. 변덕스러움(Grillen) 내림라장조 / 재미있게
5. 밤에(In der Nacht) 바단조 / 정열적으로
6. 우화(Fabel) 다장조 / 느리게
7. 꿈의 얽힘(Traumes Wirren) 바장조 / 매우 생기 넘치게
8. 노래의 종말(Ende vom Lied) 바장조 / 재미있게